# Sociedad Linneana de Burdeos

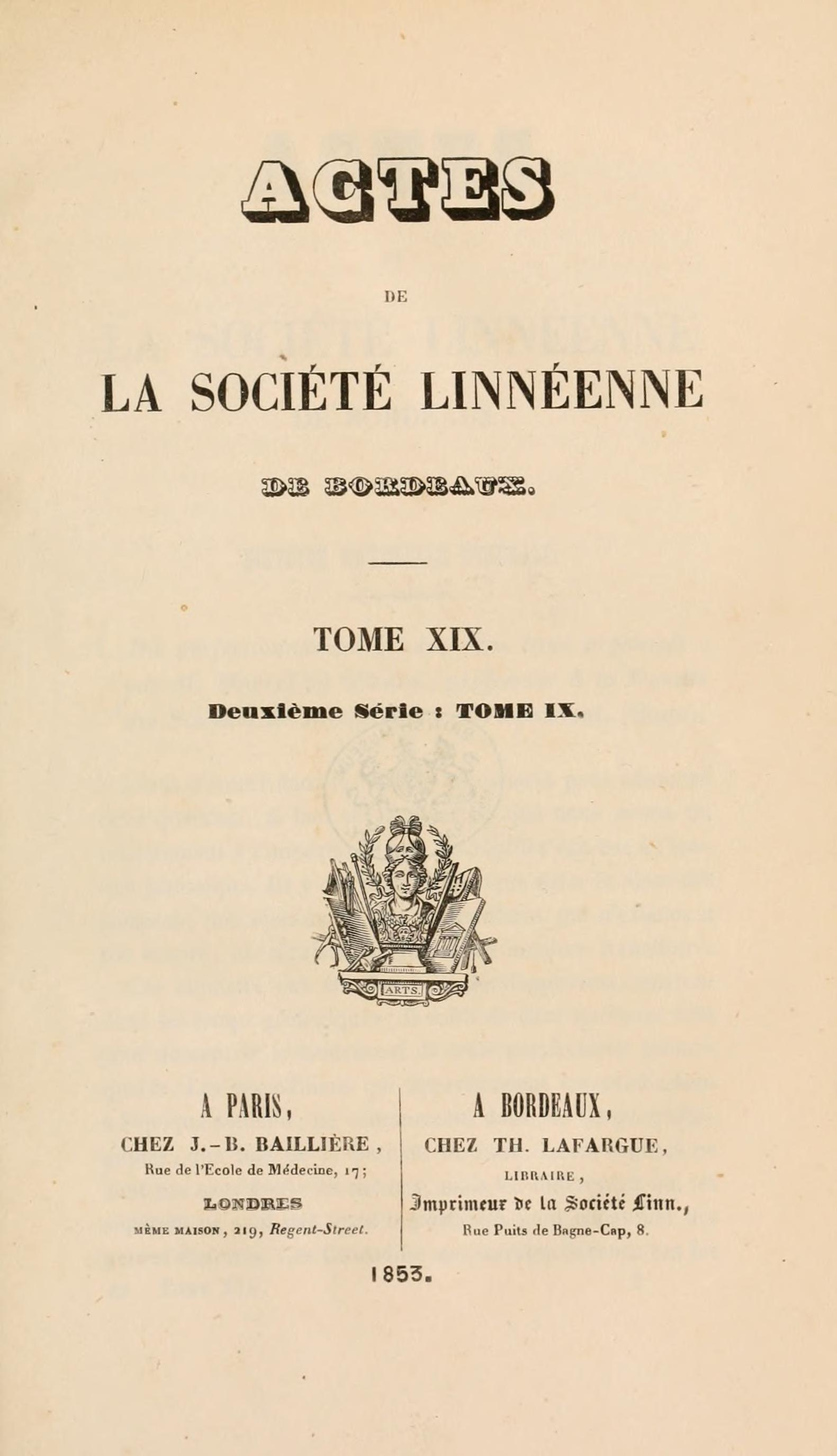
Actes de la Société Linnéenne de Bordeaux.

La Sociedad Linneana de Burdeos (Société linnéenne de Bordeaux) es una sociedad científica francesa nombrada en referencia al naturalista sueco Carlos Linneo (1707-1778).

## Historia
Fue fundada el 26 de junio de 1818 por J. F. Laterrade, profesor de botánica y matemáticas en Burdeos, y 23 de sus estudiantes después de una excursión botánica en Mérignac, se reconoce como una organización de utilidad pública en 1828.
Inicialmente se limitó a la botánica, y se abre rápidamente a otras disciplinas, manteniéndose muy activa casi dos siglos más tarde, incluyendo entomología y micología.

## Publicaciones
- Bulletin d'Histoire Naturelle de la Société Linnéenne de Bordeaux (1826-1829)
- Actes de la Société Linnéenne de Bordeaux (1830-1970)
- Procès-Verbaux de la Société Linnéenne de Bordeaux (1876-1970)
- Bulletin de la Société Linnéenne de Bordeaux (1971-)

## Líneas externas
- Site web oficial